# فسخود (عليا أردستان)
فسخود (بالفارسية: فسخود) هي قرية تقع في إيران في قسم علیا الريفي. يقدر عدد سكانها بـ 41 نسمة بحسب إحصاء 2016.